# Авл Постумій Альбін Регіллен
Авл Посту́мій Альбі́н Регілле́н (лат. Aulus Postumius Albinus Regillensis; V—IV століття до н. е.) — політичний і військовий діяч Римської республіки; військовий трибун з консульською владою (консулярний трибун) 381 року до н. е.

## Біографічні відомості
Походив з патриціанського роду Постуміїв. Про батьків, молоді роки Авла Постумія відомості не збереглися.
381 року до н. е. його було обрано військовим трибуном з консульською владою разом з Марком Фабієм Амбустом, Марком Фурієм Каміллом, Луцієм Лукрецієм Триципітіном Флавом, Луцієм Фурієм Медулліном, Луцієм Постумієм Альбіном Регілленом (можливо його родичем, навіть братом), Марком Фабієм Амбустом. Проти усіх правил бойові дії проти вольськів і пренестинців очолив Марк Фурій Камілл, а його заступником був Луцій Фурій Медуллін. Інші трибуни під час цієї каденції займалися забезпеченням миру та злагоди в Римі та підкорених ним володіннях.
Про подальшу долю Авла Постумія Альбіна Регіллена достовірних згадок немає. Існує припущення, що він був 366 року до н. е. цензором разом з Гаєм Сульпіцієм Петіком, але швидко помер на посаді під час якоїсь епідемії.